# Балаганский уезд
Балаганский уезд (Балаганский округ) — административно-территориальная единица в составе Иркутской губернии, существовавшая в 1775—1783 и 1856—1924 годах. Уездный город — Балаганск.

## История
Балаганский уезд был образован в 1775 году в составе Иркутской губернии. В 1783 году уезд был упразднён.
Воссоздан в 1856 году как Балаганский округ. С 1898 года вновь стал уездом.
В 1917—1918 годах из части Балаганского уезда был образован Черемховский уезд, а на другой части созданы отдельные бурятские аймаки. В результате площадь уезда сократилась более чем вдвое.
В 1924 году Балаганский уезд был упразднён, а его территория разделена между Иркутским и Зиминским уездами.

## Население
По данным переписи 1897 года в округе проживало 145 691 чел. В том числе русские — 60,8 %; буряты — 35,6 %; татары — 1,2 %. В окружном городе Балаганске проживало 1314 чел.

## Административное деление
В 1913 году уезд состоял из 22 волостей: 
| - Ашехабадская волость, - Бажеевская волость — с. Бажей, - Буретская волость — с. Буреть, - Бельская волость — с. Бельск, - Верхне-Булайская волость — с. Верхний Булай, - Голуметская волость — с. Голуметь, - Гымыльская волость — с. Гымыль, - Евсеевская волость — с. Евсеево (затоплено при строительстве Братской ГЭС) | - Заларинская волость — с. Залари, - Зиминская волость — с. Зима, - Идинская волость — с. Каменка, - Коноваловская волость — с. Коновалово, - Кутуликская волость — с. Кутулик, - Малышевская волость — с. Малышевское, - Новоудинская волость — с. Новая Уда, | - Олонская волость — с. Олонки, - Осинская волость — с. Оса, - Тыретская волость — с. Тыреть, - Усть-Удинская волость — с. Усть-Уда, - Холмогойская волость — с. Холмогой, - Черемховская волость — с. Черемхово, - Яндинская волость. |